# Il vento m'ha cantato una canzone
Il vento m'ha cantato una canzone è un film del 1947 diretto da Camillo Mastrocinque.
Film comico italiano con protagonisti Laura Solari, Pietro Bigerna e, in ruoli di coprotagonista, Alberto Sordi.

## Trama
Il commendator Torelli, proprietario di una fabbrica di cosmetici, è lo sponsor di una trasmissione radiofonica serale. Il programma non incontra il favore del pubblico e Torelli, risentito, telefona alla radio per protestare. Risponde Paolo, il segretario, che non solo dà ragione al commendatore, ma esprime giudizi offensivi nei confronti del direttore della radio che, avendo ascoltato la telefonata, lo licenzia. Paolo, che è un musicista, va a raccontare i suoi problemi a Laura, barista con l'hobby del canto e del ballo: insieme ad altri artisti e guidati da un improvvisato impresario, Renato, decidono di usare uno stratagemma per raggirare il commendatore e farsi assumere in blocco per la trasmissione. Laura si fa passare per una baronessa e si fa corteggiare da Torelli, mentre Paolo e Renato destano l'interesse della moglie del commendatore e di una sua amica. In un locale notturno provocano una scenata di gelosia e Paolo schiaffeggia il commendatore. A questo punto il gruppo di amici si ritrova in un bar, dove riesce a inserirsi in un circuito radiofonico e a mandare in onda un programma di canzoni e musica jazz, riscuotendo un grande successo di pubblico. Entusiasta, il commendatore decide di scritturare tutta la compagnia e di farsi socio della radio.